# ATLAST
Advanced Technology Large-Aperture Space Telescope (ATLAST) — проект космического телескопа, предназначенный для работы в ультрафиолетовом, видимом и ближнем инфракрасном диапазоне (110—2400 нм).
Проект не обновлялся с 2009 года. В настоящее время в качестве космического телескопа нового поколения рассматривается LUVOIR.

## Научные цели
Институт исследований космоса с помощью космического телескопа предлагал ATLAST в качестве флагманской миссии НАСА. Основной целью телескопа является поиск ответа на вопрос: есть ли где-то ещё жизнь в нашей Галактике. Её наличие будет косвенно подтверждено в случае обнаружения «биомаркеров» (например, молекулярного кислорода, озона, воды и метана) в спектре атмосферы землеподобных экзопланет.
Помимо поиска признаков внеземной жизни, телескоп будет также заниматься другими научными задачами. Он будет иметь функциональность, необходимую для выявления законов, по которым формируются звёзды, а также позволит проследить сложные взаимодействия между тёмной материей, галактиками и межгалактической средой. Из-за значительного скачка в возможностях наблюдений, которые предоставит ATLAST, разнообразие или направление его исследований не может быть сейчас точно предсказано, так же, как создатели телескопа Хаббл не предвидели его роль в характеристике атмосфер экзопланет-гигантов или измерения ускорения космического расширения, используя сверхновые.

### Поиск жизни в нашей Галактике
ATLAST, используя внутренний коронограф или внешнее устройство блокирования света звёзд (оккультер), может описать атмосферу и поверхность экзопланет, размером с Землю в обитаемой зоне долгоживущих звёзд на расстояниях до 45 парсек (~ 146 световых лет), включая скорость их вращения, климат, и возможную обитаемость. ATLAST также позволит собрать информацию об особенностях поверхности, изменениях в облачном покрове и климате, а также, возможно, сезонных колебаниях покрывающей растительности.
Для выполнения успешного поиска биомаркеров на экзопланетах необходим космический телескоп с большой апертурой, который позволит решить четыре основные проблемы, связанные с таким поиском.
Первая и основная проблема: планеты размером с Землю являются очень тусклыми. Двойник Земли на расстоянии 32 св. лет, вращающийся вокруг звезды G-класса, будет иметь звёздную величину V ~30. Для обнаружения биомаркеров, к примеру молекулярного кислорода, в атмосфере экзопланеты от телескопа требуется способность получения прямой спектроскопии такого слабого источника.
Вторая проблема: средний угловой размер обитаемой зоны вокруг ближайших F, G, K-звёзд составляет менее 100 угловых миллисекунд (mas). Таким образом, система, формирующая изображение должна обладать угловым разрешением ~ 10—25 mas для приемлемого выделения экзопланеты.
Третья проблема: прямое наблюдение планет, размером с Землю в обитаемой зоне требует высокой контрастности от системы, формирующей изображение, а также блокирование света звезды. Из расчётов следует, что требуемый фактор подавления света звёзд составляет от {\displaystyle 10^{-9}} до {\displaystyle 10^{-10}}. Некоторые ныне существующие методы способны предоставить такой высокий уровень контраста, однако все они требуют стабильности волнового фронта, который недостижим при использовании наземных телескопов, вследствие влияния атмосферы Земли. Поэтому для достижения требуемой стабильности волнового фронта необходимы телескопы космического базирования. И наконец, планеты с биомаркерами могут быть достаточно редки, из-за чего потребуется просматривать десятки или даже сотни звёзд, чтобы найти лишь небольшое количество планет с наличием признаков жизни. Число звёзд, для которых ATLAST сможет получить спектр экзопланет, при заданном соотношении сигнал/шум и за приемлемое время, приблизительно равно {\displaystyle D^{3}}, где D — диаметр апертуры телескопа. Расчёты показывают, что для того, чтобы увеличить шансы на успешное обнаружение биомаркеров у планет ближайших звёзд необходим телескоп с апертурой не менее 8 м.
В таблице представлено количество ближайших звёзд, для которых будет доступен для наблюдения радиус обитаемой зоны в зависимости от используемых приборов телескопа.
| Конфигурация телескопа                                                  | Число звёзд |
| ----------------------------------------------------------------------- | ----------- |
| 8x6 м эллиптическое монолитное зеркало с коронографом Лио               | 65          |
| 8-м монолитное зеркало с коронографом обнуляющей интерферометрии        | 47          |
| 8-м монолитное зеркало с внешним оккультером                            | 240         |
| 16-м сегментированное зеркало с коронографом обнуляющей интерферометрии | 319         |
| 16-м сегментированное зеркало с внешним оккультером                     | 603         |

### Изучение взаимодействия межгалактической среды с галактиками
Понимание того, как газ из межгалактической среды попадает в галактики и как галактики реагируют на это лежит в основе понимания эволюции галактик. Изучение процессов попадания газа и его истекания имеет наблюдательный характер. Эти процессы могут быть охарактеризованы путём исследования поглощения ультрафиолетового излучения и спектроскопии эмиссионных линий.
Волны ультрафиолетового диапазона нужны для описания теплого межгалактического газа с незначительным красным смещением. Главная задача телескопа — получить набор данных с необходимым спектральным разрешением. Ультрафиолетовый спектрограф телескопа разрабатывается под выполнение таких наблюдений. Многие другие научные цели требуют аналогичную чувствительность ультрафиолетовой спектроскопии (разрешением R ~20 000—100 000) на длинах волн 110—300 нм. Наибольший риск в способности телескопа осуществить предполагаемые научные цели в ультрафиолетовом диапазоне — это наличие эффективных детекторов ультрафиолетовых волн. Тем не менее, существующие на текущий момент детекторы позволяют достичь предполагаемые научные цели, но наблюдения будут длиться в 4 раза дольше.

### Изучение истории формирования звёзд

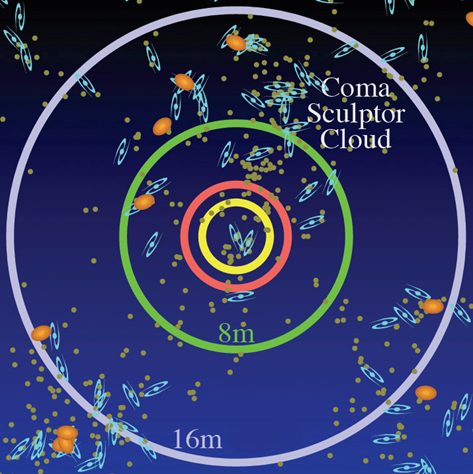
Сравнение производительности телескопа Хаббл (жёлтый круг), Джеймса Уэбба (красный) и телескопа ATLAST в двух вариантах

ATLAST сможет реконструировать историю формирования звёзд в сотнях галактик за пределами Местной группы, предоставляя учёным для изучения полный спектр условий формирования звёзд.
Полная и точная теория формирования и эволюции галактик нуждается в точном определении, как и когда галактики формируют их звёздное население и как это формирование меняется в зависимости от окружающей среды. Наиболее подходящий способ сделать это — анализировать звёздное население гигантских галактик с целью реконструкции истории формирования звёзд, определения химической эволюции и кинематики различных их структур. Наиболее полная и точная диагностика их возраста осуществляется путём изучения звёзд-карликов и гигантов, включая определение времени ухода с главной последовательности. Однако после схода с главной последовательности звезда быстро становится слишком слабой для наблюдения существующими телескопами в галактиках за пределами Местной группы. Это сильно ограничивает наши возможности получения информации о деталях формирования галактик, поскольку галактики в Местной группе не являются типичной выборкой популяции галактик в большем масштабе Вселенной. ATLAST будет обладать возможностями наблюдения звёзд за пределами Местной группы. Для сравнения, телескоп Хаббл и телескоп Джеймс Вебб не имеют требуемой точности наблюдения гигантских галактик, кроме Млечного Пути и Андромеды. 8-метровый (9,2-м) космический телескоп ATLAST будет обладать возможностью наблюдения за 140 (160) галактиками, включая 12 (13) гигантских спиральных и ближайшую гигантскую эллиптическую Maffei 1.
Для определения возраста и других свойств галактик необходима фотометрия тысяч звёзд, охватывающих 4 порядка светимости. Такие наблюдения требуют от телескопа поля наблюдения по крайней мере в 4 угловых минуты. ATLAST может работать совместно с 30-метровым наземным телескопом (например, ТМТ — Thirty Meter Telescope), расширяя возможности наблюдения других хорошо-населённых групп галактик путём получения космическим телескопом фотометрии для карликовых звёзд G-класса со звёздной величиной V~35, и получения наземным телескопом данных о более ярких гигантах в Группе Скульптора. Карликовые звёзды в Группе Скульптора практически недоступны для ТМТ.

### Исследования тёмной материи
Карликовые сфероидальные галактики (dSph), тусклейшие из известных типов галактик, являются наиболее подходящими местами для исследования свойств небарионной тёмной материи. Для этого существует несколько причин. Во-первых, основную их массу составляет тёмная материя: путём наблюдений было установлено, что эти галактики имеют отношение масса-светимость в 10—100 раз выше, чем обычная гигантская галактика (например, Млечный Путь или M31). Во-вторых, их относительно много вблизи нас — к настоящему времени найдено 19 таких галактик в Местной группе. И, наконец, обнаружено, что все 19 галактик, охватывающих более чем 4 порядка светимости, окружены гало тёмной материи с одинаковой массой (~10^7) солнечных масс) в их центральной области размером 300 парсек. ATLAST будет измерять движение звёзд в этих галактиках и определять их гравитационные взаимодействия.

## Технические данные

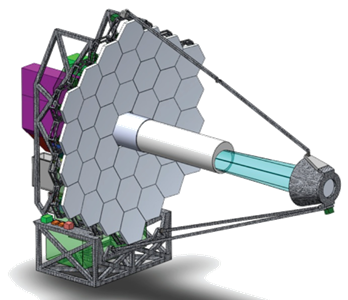
Концепция телескопа с сегментированным зеркалом

Концепция нового телескопа была предложена Научным институтом космического телескопа. ATLAST будет преемником телескопа Хаббл, обладая возможностью спектроскопических наблюдений и фотографирования астрономических объектов в ультрафиолетовом, видимом и инфракрасном диапазонах с существенно лучшим разрешением, чем имеет телескоп Хаббл (HST) или запущенный в декабре 2021 г. телескоп Джеймс Вебб (JWST). Так же, как и JWST, ATLAST будет запущен к точке Лагранжа L2 системы Земля — Солнце.
ATLAST будет иметь главное зеркало диаметром от 8 до 16,8 метров в зависимости от окончательной концепции, которую утвердят позднее. На текущий момент разработчики определили две различные архитектуры, но с аналогичной оптической конструкцией. Первая подразумевает телескоп с монолитным главным зеркалом (8 м), вторая — телескоп с главным зеркалом (9,2 м или 16,8 м), построенным из множества сегментов. Эти архитектуры охватывают диапазон возможных технологий и средств: монолитное зеркало, либо сегментированное, ракета-носитель SLS, либо Evolved Expendable Launch Vehicle (EELV), пассивный или полноценный активный контроль волнового фронта и т. д. К примеру, восьмиметровое зеркало имеет преимущества, характерные для телескопов с монолитными зеркалами в виде высокой контрастности изображения и хорошего контроля волнового фронта. Шестнадцатиметровое зеркало имеет все преимущества, характерные для телескопов с большой площадью собирающей поверхности. Концепции построения телескопов ссылаются на наработки, оставшиеся при разработке телескопа Хаббл и Джеймс Вебб, но также имеют значительные отклонения от этих проектов для уменьшения массы и сложности конструкции. ATLAST будет иметь угловое разрешение в 5 — 10 раз лучше, чем у JWST и предел чувствительности в 2000 раз лучше, чем HST.
Два концепта, учитывающих 8-метровое монолитное зеркало и 16,8-м сегментированное зеркало предполагают использование ракеты-носителя SLS. Однако миссия ATLAST не зависит исключительно от SLS. Концепт, подразумевающий построение 9,2-м телескопа с сегментированным зеркалом, совместим с EELV, а также во многом наследует дизайн телескопа Джеймса Вебба.
В обеих архитектурах (с монолитным и сегментированным зеркалом) подразумевается, что ATLAST сможет обслуживаться так же, как обслуживался HST. Используя либо автоматизированный модуль (предлагаемый в настоящее время метод), либо космический корабль Орион с экипажем, НАСА сможет заменить, а также вернуть на Землю для анализа и будущих обновлений инструменты, находящиеся на борту телескопа. Как HST и JWST, ATLAST будет питаться от солнечных батарей.

## Миссия
ATLAST предлагалось запустить либо из Космического центра Кеннеди, используя ракету SLS или, если будет принята 9,2-метровая конструкция — с объектов НАСА, способных запускать EELV. Носитель разместит ATLAST и Earth Departure Stage (EDS) на опорной орбите пока инженеры не проверят работоспособность систем EDS и ATLAST. После проверки EDS снова заработает и ATLAST начнет трёхмесячный путь к точке Лагранжа L2 Солнце-Земля, выйдя на так называемую «гало-орбиту» после достижения точки назначения. По пути к точке L2, телескоп развернёт его оптику (если будет принята сегментированная версия).
Обслуживающие миссии будут запускаться каждые 5—7 лет и позволят астрономам обновлять телескоп ATLAST, применяя новые технологии и новые инструменты. Как и HST, ATLAST будет иметь 20-летний срок службы. В январе 2016 года четыре команды американских учёных и инженеров начали проработку четырёх разных проектов больших космических обсерваторий. Один из этих проектов, названый Large UV/Optical/Infrared Surveyor (LUVOIR), во многом похож на ATLAST. Ещё один проект, названый Habitable Exoplanet Imaging Mission (HabEx), предлагает космический телескоп оптического и ближнего инфракрасного диапазонов с монолитным главным зеркалом в 4 метра, предназначенный для получения прямых изображений экзопланет с помощью встроенного коронографа или внешнего оккультера. В 2019 году отчёты этих четырёх команд поступили в Национальную Академию Наук США, которая в ноябре 2021 года рекомендовала НАСА начать работу по разработке новой большой космической обсерватории, способной выполнять не только все задачи HabEx,но и большую часть задач LUVOIR с главным зеркалом в 8 метров. Позже её назвали Habitable Worlds Observatory.